# Lyroglossa
Lyroglossa ist eine Gattung aus der Familie der Orchideen (Orchidaceae). Sie besteht aus nur zwei Arten krautiger Pflanzen, die im tropischen Amerika beheimatet sind.

## Beschreibung
Die Lyroglossa-Arten sind kleine, terrestrisch wachsende Pflanzen. Die büschelweise entspringenden Wurzeln sind fleischig, spindelförmig-knollig und behaart. Drei bis vier Blätter stehen verteilt am Spross. Sie ähneln Hochblättern, da sie im Wesentlichen aus einem röhrenförmig den Spross umschließenden Blattgrund bestehen, die Blattspreite ist sehr klein, oval, spitz endend, an den Rändern durchscheinend.
Der endständige, traubige, drüsig behaarte Blütenstand ist locker mit Blüten besetzt, die mehr oder weniger deutlich spiralig stehen. Die Blüten sind grün, die Lippe weiß mit grüner Aderung. Die behaarten Tragblätter sind oval und enden spitz. Der ebenfalls behaarte Fruchtknoten weist schräg nach oben, er ist sehr kurz gestielt, zylindrisch oder spindelförmig, gebogen und etwas verdreht. Die Sepalen sind ungefähr gleich geformt, das dorsale Sepal ist konkav, die lateralen Sepalen mit etwas zurückgebogener Spitze, an der Basis am Säulenfuß herablaufend und mit Lippe und Säule eine kleine Nektarkammer bildend. Die Petalen haften fest am dorsalen Sepal an. Die Lippe ist an der Basis ein kurzes Stück weit schmal mit verdicktem Rand (Nektardrüsen), weiter vorn dann ausgebreitet und geigenförmig. Sie endet mit einer leicht eingezogenen Spitze. Die Säule ist kurz, sie ragt über die Ansatzstelle am Fruchtknoten hinaus („Säulenfuß“), ihre Unterseite ist rinnig und behaart. Die Narbe besteht aus zwei nach vorn weisenden Flächen, die von der mittig verlaufenden Falte unterseits der Säule geteilt werden. Das Staubblatt ist oval-kapuzenförmig, es endet spitz. Die gelben Pollinien sind schmal oval mit schmalem, zungenförmigem Viscidium (Klebscheibe). Das Trenngewebe zwischen Staubblatt und Narbe (Rostellum) ist schmal dreieckig. Die Kapselfrucht ist oval, sie enthält zahlreiche zigarrenförmige Samen.

## Vorkommen
Lyroglossa kommt im tropischen Amerika in mehreren getrennt voneinander liegenden Teilarealen vor. Diese liegen für
- Lyroglossa pubicaulis (L.O.Williams) Garay in Mexiko und Belize und für
- Lyroglossa grisebachii (Cogn.) Schltr. im Norden Südamerikas und im Südosten Brasiliens.[1]

Die beiden Arten wachsen in saisonal trockenen Gebieten wie Savannen, Grasland und lichten Eichenwäldern. Sie kommen bis in Höhenlagen von 1400 Meter vor.

## Systematik und botanische Geschichte
Lyroglossa wird innerhalb der Tribus Cranichideae in die Subtribus Spiranthinae eingeordnet. Die Gattung wurde 1920 von Rudolf Schlechter in Beihefte zum Botanischen Centralblatt. Abt. 2 Band 37, Teil 3, Seite 448 beschrieben. Der Name setzt sich aus den griechischen Bestandteilen λύρα lyra, „Leier“, und γλῶσσα glossa, „Zunge“, zusammen; er bezieht sich auf die Form der Lippe. Lectotypus ist Lyroglossa grisebachii.

## Weiterführendes
- Liste der Orchideengattungen